# Thorsten Daniel
Thorsten Daniel (* 12. April 1971) ist ein ehemaliger deutscher Fußballspieler.

## Sportlicher Werdegang
Thorsten Daniel spielte in der Jugend der SG Wattenscheid 09, für dessen Amateurmannschaft er ab Ende der 1980er Jahre spielte. 1990 zog er mit der Mannschaft als Tabellenzweiter der Südweststaffel der Verbandsliga Westfalen in die Relegation zur Oberliga Westfalen ein, verpasste aber trotz eines 1:0-Erfolgs über den Hammer SpVg, bei dem er das spielentscheidende Tor erzielt hatte, gegen den 1. FC Recklinghausen den Wiederaufstieg in die dritthöchste Spielklasse. Zwei Jahre später gelang der Aufstieg. In der Bundesliga-Spielzeit 1992/93 rückte er unter Trainer Hans Bongartz zeitweise in die Profimannschaft auf. Sein erstes von sieben Spielen in der Bundesliga absolvierte er am 1. September 1992 gegen Dynamo Dresden, die Partie ging 2:1 verloren. Nach einem Trainerwechsel zu Frank Hartmann im Frühjahr 1994 und dem Abstieg im Sommer des Jahres kam er zu keinem weiteren Einsatz in der Profimannschaft des Klubs, mit der Amateurmannschaft qualifizierte er sich jedoch für die neu eingeführte Regionalliga. 
1996 wechselte Daniel nach dem Abstieg der Wattenscheider Amateure aus der Regionalliga für ein Jahr zum Oberligakonkurrenten Sportfreunde Siegen. Trotz des Regionalligaaufstiegs zog er zum Hasper SV weiter. Nach der Saison 1997/98 wechselte er zum Oberligisten DJK TuS Hordel, hier blieb er bis 2002.